# Termas del Guaviyú
Las termas del Guaviyú o termas de Guaviyú son un complejo termal ubicado en el km 432 de la Ruta 3 Gral. José Gervasio Artigas en las costas del arroyo Guaviyú que le da nombre en el departamento de Paysandú, zona noroeste de Uruguay. 

## Características
Situadas al norte de la capital departamental, a 60 km del Puente General Artigas, a 432 km de Montevideo y a unos 400 km de Buenos Aires, y también del Estado de Rio Grande do Sul (Brasil) Guaviyú se encuentra en una zona salpicada por palmeras yatay, que se encuentran en Uruguay desde el extremo este al norte, abarcando los departamentos de Rocha, Florida, Lavalleja, Durazno, Paysandú y Salto, y se continúan por Entre Ríos Argentina.
Ubicadas en un predio municipal de 109 ha. donde se puede disfrutar todo el año de un complejo de 9 piscinas abiertas y un complejo cerrado que cuenta con piscinas para adultos, para niños y jacuzzi, que se nutren con aguas mineralizadas termales de excelentes propiedades terapéuticas. 
Las aguas termales fueron descubiertas a partir de una perforación hecha por ANCAP en el año 1957, en el contexto de la búsqueda de petróleo en esa zona.El agua termal procede del acuífero Guaraní, a una temperatura de 39 °C, provenientes de una profundidad de 1080 metros.
El ingreso a las instalaciones se adquiere abonando una tasa en la entrada del complejo termal que depende exclusivamente de la Intendencia Municipal del departamento sanducero.
La población residente es de menos de 200 habitantes. El complejo brinda fuentes de trabajo a pobladores de la región, de las localidades de Quebracho, Chapicuy, Queguayar, las distintas colonias cercanas y también de las Ciudades de Paysandú y Salto.